# Karácsonyi csínytevő (film)
A Karácsonyi csínytevő (eredeti cím: Christmas Caper) 2007-ben bemutatott családi, romantikus film. Az ABC Family amerikai tévécsatorna 2007. november 25-én vetítette első ízben.

## Cselekménye
New York, 2000-es évek, karácsony előtt néhány nappal.
Két tolvaj, Kate Dove és néger társa, Clive Henry a padlásról egy házba ereszkednek le. Fekete ruhában vannak és símaszkot viselnek. Ez utóbbit érthetetlen okból leveszik és egy kódfeltörő berendezéssel könnyedén kinyitják a falban lévő széfet, ami egy kis dobozban egy 1 millió dollárt érő gyémántot tartalmaz („Kleopátra szeme”). Éppen csak magukhoz veszik a követ, amikor megérkezik a tulajdonos autója, ezért menekülniük kell. Clive eltűnik a kővel, és becsukja maga után a padlásra vezető csapóajtót, ezért Kate-nek az erkély felé kell szaladnia. Közben az egyik biztonsági kamera megörökíti az arcát, ezért még aznap körözést ad ki ellene a rendőrség.
Szokásos orgazdájához, Duffy Abramowitzhoz megy, aki egy áruházban dolgozik. Duffy azt tanácsolja Kate-nek, hogy a körözés miatt tűnjön el a városból. Éppen kapóra jön neki nővére hívása, aki a férjével a Karib-térségben töltött egy hetet a férje cégének meghívására, és a rossz időjárás miatt nem tudnak visszatérni. Megkéri Kate-et, hogy néhány napig vigyázzon a két nagyobbacska gyerekre, amíg ők hazaérnek. Mivel a házuk nem New Yorkban, hanem egy Comfort nevű városkában van, Kate elfogadja a meghívást. (a nővére őelőtte már legalább tíz hívást lebonyolított, de sem bébiszitterek, sem barátok, sem ismerősök nem vállalkoztak a feladatra).
Kate jól boldogul a 7-8 éves kislány és a 10-11 éves fiú felügyeletével, bár a fiú kiszökik a házból és a seriffnek kell hazaszállítania. Kate felismeri a seriffben középiskolai szerelmét, akivel négy évet töltöttek együtt, és a férfi is szívesen veszi a viszontlátást.
Kate automatikusan felméri a környékre érkező karácsonyi ajándékokat, amit a csomagszállítók visznek ki. Kisebb közvéleménykutatást is végez az áruházakban, hogy tisztában legyen vele, ki mit vásárolt. Ugyanis az egyik fiatal szomszéd nő megkéri, hogy lássa vendégül a szomszédokat egy karácsonyi bulira (amit a nővére tartott volna). Kate az ajándékokra és az őrizetlenül hagyott, néptelen otthonokra gondolva elvállalja a rendezést, amibe a szomszédasszony, a gyerekek és a seriff is besegít.
Duffy segítségével sikerül megtalálnia a társát, Clive-ot, akivel találkozót beszél meg, és elmegy hozzá a gyerekekkel. Clive azonban nem hajlandó osztozni vele, és önállóan tárgyalni kezd egy vevővel, aki 375 ezer dollárt hajlandó lenne fizetni, azonban Clive nem találja a gyémántot. Karácsony előtt felkeresi Kate-et a vidéki házban, és a követ követeli, Kate azonban semmit nem tud a dologról. Kate beavatja Clive-ot abba a tervébe, hogy összeszedik a környékbeli házakból az ajándékokat, amíg mindenki a náluk rendezett buliban szórakozik.
Kate azt tervezi, hogy a parti után elmegy, ezért a gyerekektől egy szívet kap ajándékba.
A parti végeztével a kislánynak az a benyomása, hogy Kate társa nem rendes ember, és átadja a seriffnek azt a három nevet, amit egy telefonbeszélgetésben Kate megadott Duffynak, hogy azokon a neveken keresse Clive-ot. A seriff az irodájában a számítógépén megtalálja a Clive ellen kiadott körözést és Kate fényképe is a kezébe kerül, akit szintén köröz a rendőrség.
A házban Kate újból el akar indulni, de Clive a követ követeli. Kate azonban rámutat, hogy ha őt letartóztatják, akkor a gyémántot lefoglalja a rendőrség, ezért azt ajánlja Clive-nak, hogy utazzanak a városba, adják el a követ és fele-fele arányban osszák el a kapott pénzt. Kate még azt a feltételt is szabja, hogy előbb visszaviszi az ajándékokat azoknak, akiktől elhozta. Mivel Clive nem akarja, hogy a nő lelépjen, ő is vele megy és összekeveri a csomagokat.
Hank, a seriff odaér a házhoz és elfogja Clive-ot, Kate-nek felajánlja, hogy menjen el. A gyémántot lefoglalja. Kate nem fogadja el a nemes gesztust.
Reggel megérkeznek a szülők. A seriff letartóztatja Kate-et, aki elbúcsúzik a családtól azzal, hogy talán 3-6 év múlva újra el tud jönni.
Egy évvel később Kate egy ház padlásfeljárójáról ereszkedik le fekete, testhezálló ruhában (ahogy a történet elején). Hatástalanítja a mindenfelé világító piros sugarakat, mielőtt leérne a padlóra. Ez azonban ezúttal biztonsági bemutató volt. Kiderül, hogy a gyémántot visszaadta a tulajdonosnak, és Kate munkája az, hogy biztonsági tanácsokat adjon. Mindez Hank, a seriff ötlete volt, aki vádalkut ajánlott neki.
A befejező jelenetben újból karácsony van, Kate egy áruházban, Mikulássapkában mesét mond egy fogszabályzót viselő kislánynak. Nemsokára megjelennek a nővére gyerekei is. Hank Mikulásjelmezben, egy székben ülve várja a gyerekeket.

## Szereposztás
- Shannen Doherty – Kate Dove, hivatásos tolvaj
- Ty Olsson – Hank Harrison seriff, Kate középiskolai szerelme
- Conrad Coates – Clive Henry, Kate társa
- Stefanie von Pfetten – Holly Barnes
- Sonya Salomaa – Savannah Cooper, Kate szőke nővére
- David Lewis – Brian Cooper, Savannah férje
- Michael P. Northey – Duffy Abramowitz, Kate orgazdája
- Josh Hayden – Parker Cooper, a nővére gyereke
- Natasha Calis – Annie Cooper, a nővére gyereke
- Donna White – Mrs. Bradley
- Jano Frandsen – Hamish Thurgood
- Jase-Anthony Griffith – Gary, rendőr
- Val Cole – tévébemondó
- Dax Belanger – Thurgood Guard
- Dee Jay Jackson – taxis
- Christina Jastrzembska – Verda
- Tara Wilson – kávéházi pincérnő

## Megjelenése
A film DVD-n 2008. október 28-án jelent meg.

## Forgatási helyszínek
- Vancouver, Brit Columbia, Kanada

## Érdekesség
- A film címe eredetileg Auntie Claus (kb. Mikulás nagynéni) lett volna.

## Fordítás
Ez a szócikk részben vagy egészben  a   Christmas Caper című angol Wikipédia-szócikk fordításán alapul.  Az eredeti cikk szerkesztőit annak laptörténete sorolja fel. Ez a jelzés csupán a megfogalmazás eredetét és a szerzői jogokat jelzi, nem szolgál a cikkben szereplő információk forrásmegjelöléseként.